# Bob Winner
Bob Winner est un jeu d'action-aventure développé par Loriciels. Il a été édité en 1986 sur les plateformes Amstrad CPC et MS-DOS, en 1987 sur Atari ST et Thomson (MO6, TO8, TO9+), et en 1988 sur Commodore 64.
Le joueur incarne un androïde à la recherche de civilisation disparues.

## Système de jeu
Le personnage contrôlé par le joueur (joystick ou manette) doit avancer en évitant différents obstacles (guêpes, cailloux, barils, marécages, etc.) et ramasser les six objets qui le feront progresser dans l'aventure :
- une chaussure, un gant de boxe et un pistolet lui permettront d'affronter un pratiquant de la savate, puis un boxeur, et enfin un cow-boy ; Chacun de ces objet est placé aléatoirement parmi les 9 écran du jeu, parfois derrière un petit volcan
- trois clés, obtenues en triomphant des adversaires mentionnés ci-dessus, lui permettront d'accéder à la salle finale, un temple précolombien où le joueur devra répondre correctement à au moins quatre questions des 6 questions de logique.

Une fois que vous avez passé les épreuves de combats et réussi le test cérébral (2 séries de questions de mémoire, logique et musique), vous continuez le jeu, mais cette fois avec 2 combattant par ville et des obstacles intermédiaires plus difficiles.

## Graphismes
Les graphismes étaient impressionnants pour l'époque. Les personnages sont assez grands (48 × 16 pixels), leurs déplacements ainsi que ceux des différents objets, d'un réalisme stupéfiant. À chaque écran, on a en toile de fond un paysage représentant un lieu connu (Paris, Londres, New York).
- Sur Amstrad CPC, le jeu fonctionne en « mode 1 »[3], limité à quatre couleurs mais offrant en contrepartie une résolution de 320 × 200 pixels.
- Sur Thomson TO8, le jeu fonctionne également en mode 320 × 200 pixels, 4 couleurs (choisies sur une palette de 4096).
- Sur PC, le jeu fonctionne en CGA ou en EGA (qui offre un meilleur rendu) ; Bob Winner fut l'un des premiers jeux à supporter le mode EGA ; en raison d'un choix de couleurs limité aux seize couleurs du mode texte, le contraste était un peu moins bon que sur Amstrad CPC.
- Sur Atari ST, les graphismes sont assez proches et légèrement plus détaillés que ceux pour Amstrad CPC.
- La version Commodore 64 est de moindre qualité à cause des limites de cette plateforme dans les résolutions élevées.

Au niveau de la mécanique de jeu, Bob Winner
se déplace en marchant ou sautant sur la largeur de l'écran et une fois arrivé à une extrémité, un scrolling horizontal plein écran se produit. En observant les vidéos youtube des différentes versions machines du jeu - Amstrad, Thomson et Atari ST -, on se rend compte que le scrolling sur Atari se fait en 8 temps (pas de 20 pxl), en 32 temps sur Amstrad (pas de 10 pxl) et en 40 temps sur Thomson (pas de 8 pxl), ce qui donne l'impression d'un scrolling  plus lent sur Thomson, ce qui n'est pourtant pas le cas!

## Équipe de développement
- Auteur : Bernard Auré
- Graphismes : Bruno Masson, assisté de Ivan Gaidon[4]
- Musique : Michel Winogradoff